# Hülsenfrucht

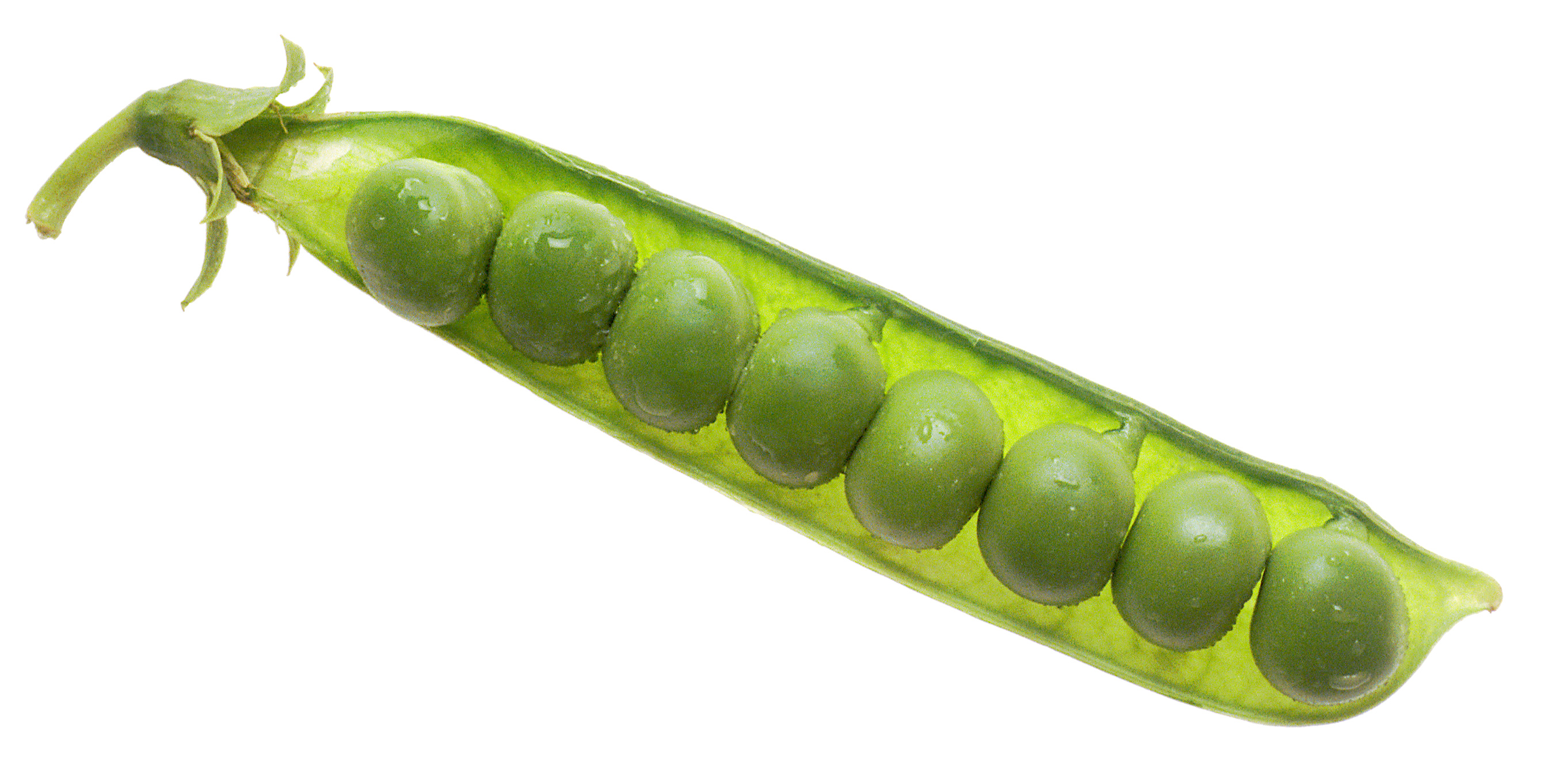
Hülsenfrucht der Erbse

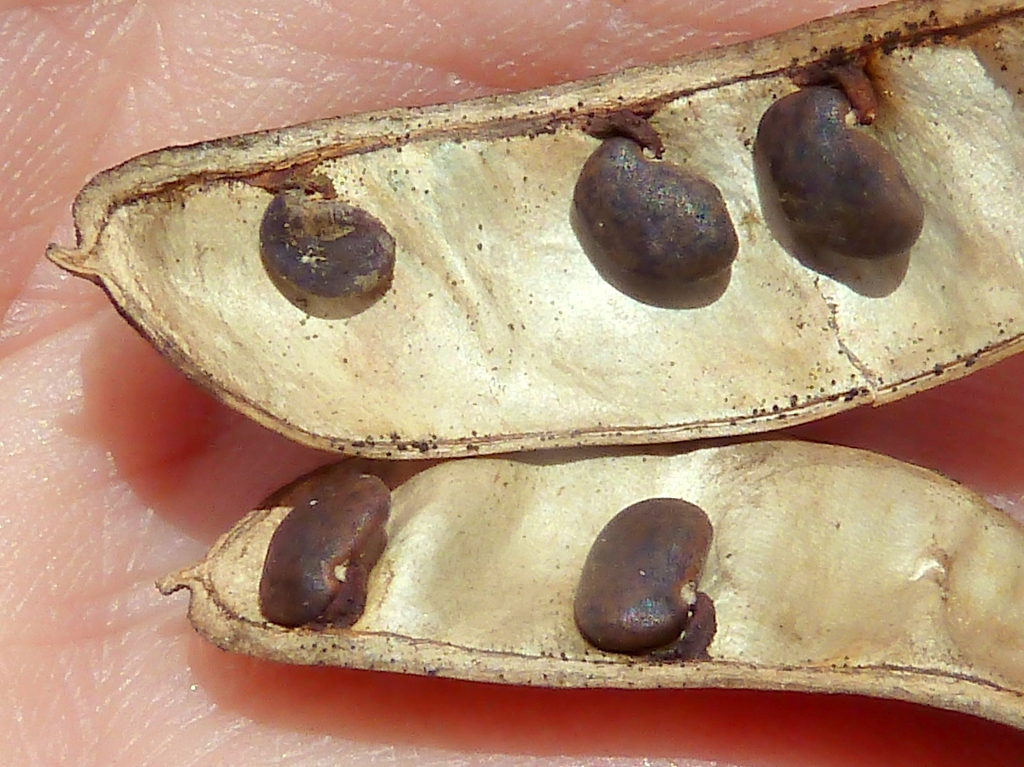
Hülsenfrucht der Robinie

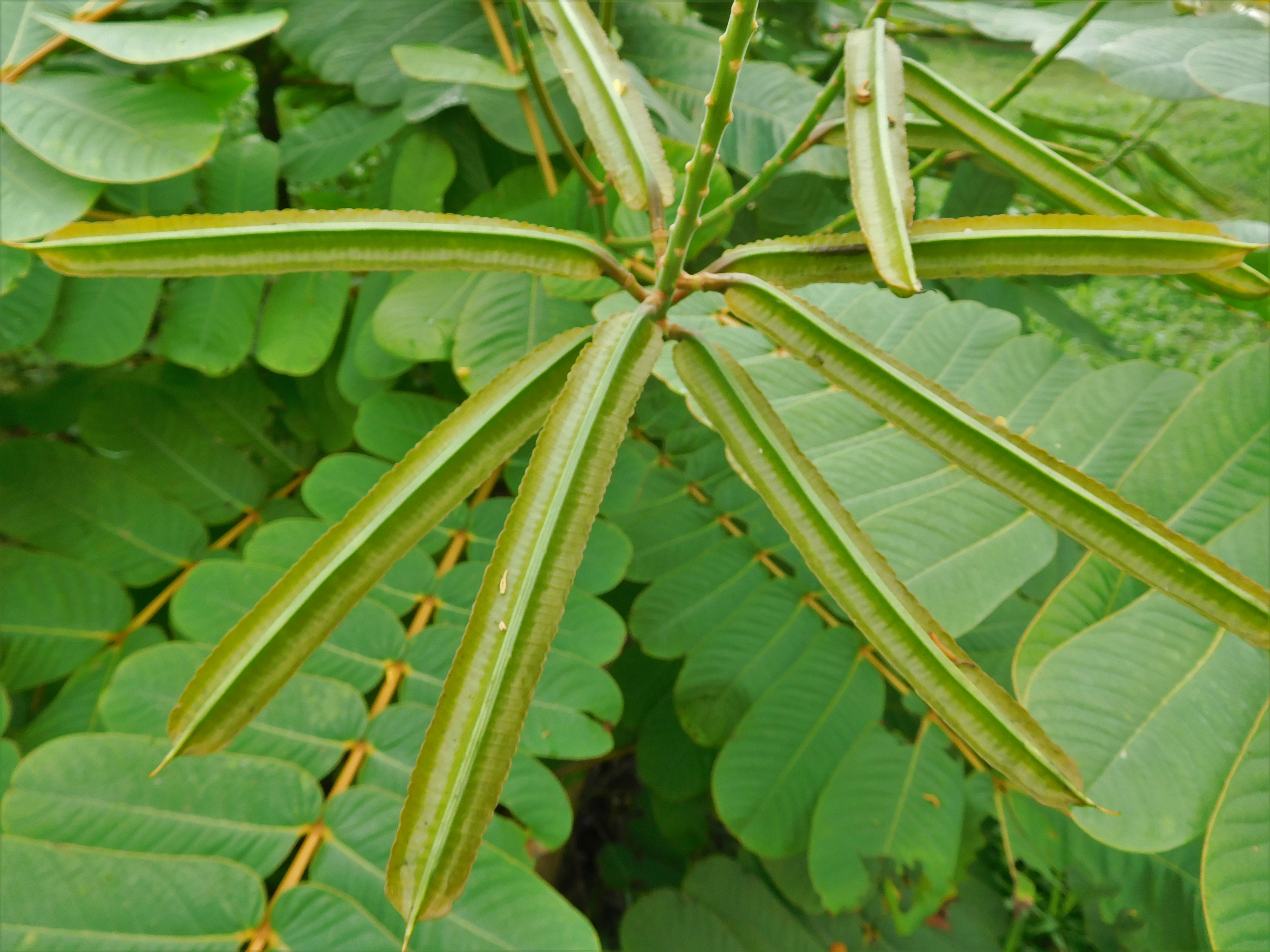
Geflügelte Hülsenfrucht der Senna alata

Als Hülsenfrüchte werden die charakteristischen Streufrüchte der Hülsenfrüchtler (Leguminosen, hier Körnerleguminosen) bezeichnet. In der Küche werden nicht die Früchte selbst, sondern die darin eingeschlossenen, bei der Nutzung meist luftgetrockneten, Samen als Hülsenfrüchte bezeichnet.
Es existieren rund 13.000 Sorten. 90 % der in Deutschland verarbeiteten Hülsenfrüchte werden importiert. Nur auf 1,5 % der deutschen Ackerfläche werden Hülsenfrüchte angebaut.
Sie bereichern die Biodiversität und die Fruchtfolge zur Bodenverbesserung durch ihre Fähigkeit, Stickstoff aus der Luft aufzunehmen.

## Pflanzenanatomie
In der Botanik ist die Hülsenfrucht, meist einfach als Hülse bezeichnet, eine der Fruchtformen. Sie ist definiert als eine trockene (nicht fleischige) Streufrucht, die nur aus einem Fruchtblatt besteht und sich bei der Reife sowohl an der Bauchnaht als auch an der Rückennaht öffnet. Darin unterscheidet sie sich von der Balgfrucht, die ebenfalls aus nur einem Fruchtblatt besteht, sich aber nur entlang einer einzigen Naht (auf der Unter- oder Bauchseite) öffnet. Die einzelnen Klappen des Perikarps der Hülsenfrucht werden auch als Valven bezeichnet. Hülsenfrüchte sind charakteristisch für die Leguminosen, bei denen jeweils eine Blüte eine Hülse bildet. Sie kommen seltener aber auch bei anderen Pflanzenfamilien vor.
Meist werden die Früchte der Leguminosen pauschal als Hülsenfrüchte bezeichnet. Dies ist aber nicht immer definitionsgemäß korrekt. Im Laufe der Entwicklungsgeschichte haben sich innerhalb der Hülsenfrüchtler mehrfach aus öffnenden Hülsenfrüchten auch nicht öffnende entwickelt, also im Prinzip Schließfrüchte, wie etwa bei der Frucht des Tamarindenbaums (Tamarindus indica), der Erdnuss, der Amerikanischen Gleditschie oder des Johannisbrotbaums, sowie beim Klee (Trifolium) u. a. Allerdings werden diese nicht gesondert bezeichnet. Die Frucht der Erdnuss ist morphologisch kontrovers; einige meinen, es sei eine echte Nussfrucht. Gesondert sind aber z. B. die Früchte der Hülsenfrüchtler-Gattungen Myroxylon und Machaerium, sie sind Flügelnüsse (Samaras).
Die Hülse sieht der Schote ähnlich, ist aber durch das Fehlen einer Scheidewand im Inneren leicht von dieser zu unterscheiden. Standardsprachlich werden die Hülsen von Bohnen, Erbsen und weiteren Hülsenfrüchtlern entgegen der botanischen Klassifikation als „Schoten“ bezeichnet.
Sonderformen sind die Bruchfrüchte; Glieder- und Rahmenhülse, und die nicht aufspringenden Hülsenfrüchte. Eine Sonderform bildet auch das „Coccum“, das sich aus nur einem Fruchtblatt bildet und sich entlang von zwei Nähten öffnet; es steht zwischen einer öffnenden Steinfrucht oder einer Kapsel- und einer Hülsenfrucht. Auch weil der Begriff Hülsenfrucht für die Früchte der Hülsenfrüchtler steht, ist eine Abgrenzung nötig. Es kommt z. B. bei dem Muskatnussgewächsen und bei den Silberbaumgewächsen vor.
Die bespitzten und nicht öffnenden Hülsenfrüchte der Kassien sind durch pappartige, interseminale Scheidewände (Septen) quer unterteilt. Diejenigen der Senna bicapsularis sind quer und längs unterteilt. Gefächerte und verdrehte Hülsenfrüchte finden sich auch beim Hornklee. Die Hülsen der Senna alata und der Goabohne sind geflügelt. Weiter gibt es noch nur an der Bauchnaht öffnende (Rinnenhülsen; nur mit einem Schlitz), wie bei den Korallenbäumen. Es gibt auch spiralig eingerollte Hülsenfrüchte (Cochlea, schneckenförmig) wie beim Schneckenklee oder bei der Luzerne.
Möglich sind noch Hemi-Hülsenfrüchte; hier dienen die einzelnen Klappen mit den anhaftenden Samen jeweils als Diasporen, als Organ zur Windausbreitung, wie z. B. bei Senegalia tenuifolia oder Erythrina variegata. Sie zählen zu den Flügelfrüchten. Allerdings werden auch nicht öffnende Hülsenfrüchte durch den Wind ausgebreitet, wie zum Beispiel bei den Dalbergien.
Eine spezielle Form bilden auch solche Hülsenfrüchte, die sich nur bei Regen öffnen.

## Hülsenfrüchte in der menschlichen Ernährung

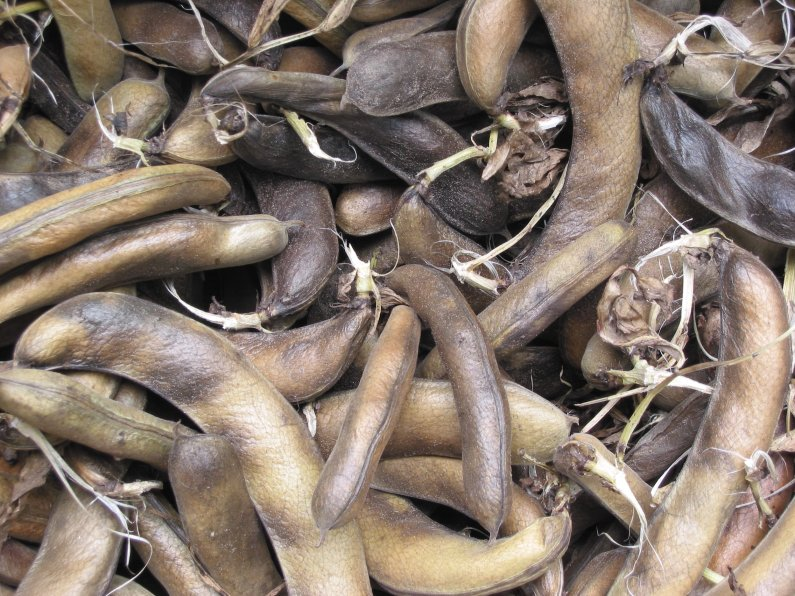
Reife Hülsenfrüchte der Ackerbohne

Häufig in den Küchen weltweit zu finden sind u. a. Bohnen, Erbsen, Erdnüsse, Kichererbsen, Linsen, Platterbsen (Wicken) sowie Sojabohnen, Mungbohne, Lupinen bzw. Lupineneiweiß. So sind z. B. der Brotaufstrich „Hummus“ und das orientalische Falafel aus Kichererbsen, das indische „Dal“ aus Linsen oder Chili-sin-carne mit roten Bohnen aus Südamerika regelrechte Modegerichte geworden.
Aufgrund ihres hohen Proteingehalts und wegen möglicher großer Erträge auf kleinen Flächen sind Früchte und Samen der Hülsenfrüchte, selten auch klassifizierend als Hülsengemüse bezeichnet, weltweit ein wichtiger Bestandteil der menschlichen Ernährung. In Deutschland können sie entscheidend dazu beitragen, den ressourcen-intensiven Verbrauch an tierischen Produkten zu reduzieren.

### Produkte aus Hülsenfrüchten
Soja- und Kichererbsenmehl sind vielseitig einsetzbar und werden verwendet, um in Rezepten Getreidemehle und teilweise auch Eier zu ersetzen. Das aus pürierten Kichererbsen oder Ackerbohnen, Sesammus (Tahina) und Olivenöl bestehende Hummus ist heute in den meisten Supermärkten erhältlich. Er kann beliebig mit herzhaften Nahrungsmitteln kombiniert werden.
In Asien werden aus Sojabohnen traditionell Tofu sowie fermentierte Sojaprodukte wie Miso und Sojasauce hergestellt.
Aufgrund des hohen Proteingehalts werden Hülsenfrüchte zu Ersatzlebensmitteln für tierische Produkte verarbeitet, wie pflanzliche Milch, Sahneersatz, veganer Käse, Fleischersatz, Eiersatz und Eischneeersatz.
Aus texturiertem Soja werden Fleischersatzprodukte wie vegetarische Schnitzel hergestellt, die in Geschmack und Konsistenz echtem Muskelfleisch ähneln.
Andere Fleischersatzprodukte wie Würstchen und Brotaufstriche werden aus Soja und auch aus anderen Hülsenfruchtmehlen gefertigt. 
Keimlinge aus Hülsenfrüchten wie beispielsweise Mungbohnensprossen lassen sich auch im Frühjahr einfach ziehen, wenn lokal erzeugte Salate und Frischgemüse oft nicht erhältlich sind. Gerade dann werden sie als besonders gesunde und gut bekömmliche Verwendung von Hülsenfrüchten vom Verbraucherservice Bayern empfohlen.

### Inhaltsstoffe
Hülsenfrüchte enthalten eine Vielzahl an Mineralstoffen, Vitaminen und sekundären Pflanzenstoffen, insbesondere Magnesium, Kalium, Eisen, Phosphor und B-Vitamine. In Studien wurde eine vorbeugende Wirkung gegenüber Krebs, Herz-Kreislauf-Erkrankungen und Diabetes belegt. Es wird empfohlen, ein- bis zweimal in der Woche Hülsenfrüchte zu verzehren.
Der Proteingehalt liegt mit 17–38 % ähnlich hoch wie der von Fleisch. Die biologische Wertigkeit liegt mit 45 im mittleren Bereich, da im Gegensatz zum Lysin die Aminosäuren Methionin und Cystein nur in geringerer Menge enthalten sind. Da die Anteile bei Getreide andersherum verteilt sind, ergibt sich eine sehr hohe Wertigkeit bei Mahlzeiten, bei denen Hülsenfrüchte gemeinsam mit Getreide wie Mais und Reis oder auch mit Pasta verzehrt werden. Das ist insbesondere bei veganer und vegetarischer Ernährung hilfreich, um den Proteinbedarf zu decken. In vielen Ländern Südamerikas, Asiens und einigen Regionen der arabischen Welt ernähren sich weite Bevölkerungskreise täglich von einer Kombination von Getreide und Hülsenfrüchten, so etwa Reis mit Linsen oder roten Bohnen, Fladenbrot mit Hummus, Tortilla mit pürierten Bohnen.
Hülsenfrüchte haben im Allgemeinen einen sehr geringen Fettgehalt. Ausnahmen sind die Lupinen mit 4 bis 9 % Fett, Sojabohnen mit rund 18 % Fett (inklusive Linolsäure, Ölsäure und Omega-3-Fettsäure) sowie die Erdnuss, die sogar zur Hälfte aus Fett besteht (davon ca. 40 % ungesättigte Fettsäuren).
Durch die enthaltenen Phytosterine wirken Hülsenfrüchte cholesterinsenkend.
Kohlenhydrate sind mit einem Anteil von typischerweise 75–80 % vertreten, bei Soja und Erdnüssen aufgrund des hohen Protein- und Fettanteils allerdings nur zu 7–8 %.
Speziell die Samenschalen enthalten Ballaststoffe wie Zellulose, Lignin, Pektin und Pentosane in Anteilen von 11 bis 23 %, sowie unverdauliche Zuckerarten.

### Bekömmlichkeit
Insbesondere Erbsen und Bohnen können aufgrund der enthaltenen Mehrfachzucker Stachyose und Verbascose Blähungen und Durchfall auslösen, da Menschen kein Enzym produzieren, das diese Zuckerarten aufspaltet.
Die Bekömmlichkeit und Tendenz, Blähungen auszulösen, hängt von verschiedenen Faktoren ab:
- Mit zunehmendem Verarbeitungsgrad (Kochen, Einweichen, Zerkleinern und Mischen mit anderen Nahrungsmitteln) sinkt in der Regel die Neigung von Hülsenfrüchten, Blähungen auszulösen.
- Das Einweichwasser nimmt bestimmte Stoffe aus den Hülsenfrüchten auf. Es wird in der Regel auch zum Kochen der Hülsenfrüchte verwendet. Es kann jedoch die Bekömmlichkeit erhöhen, das Einweichwassers abzugießen und frisches Wasser zum Kochen zu verwenden.
- Kleinere Hülsenfrüchte führen in der Regel weniger häufig zu Blähungen.
- Die Verwendung von Gewürzen wie Kümmel, Fenchel, Koriander, Majoran, Bohnenkraut und Rosmarin machen sie bekömmlicher.
- Beim Einweichen werden einige der zu Blähungen führenden Inhaltsstoffe enzymatisch abgebaut. Keimende Bohnen und Sprossen sind in der Regel gut verdaubar. Nur die Sprossen von einigen Arten wie der Mungbohne sollten allerdings roh verzehrt werden.

### Zubereitung
Getrocknete Erbsen, Kichererbsen und Bohnenkerne sollten vor dem Kochen wenigstens rund acht Stunden in Wasser eingeweicht werden, um die ansonsten sehr lange Kochzeit zu verkürzen. Längere Quellzeiten erhöhen durch Enzymaktivität und beginnende Keimung die Bekömmlichkeit und Verwertbarkeit für den Körper.
Gar- und Einweichzeiten hängen von Alter und Art der Hülsenfrüchte sowie vom Härtegrad des Wassers ab.
Wenn das Einweichwasser zuvor abgekocht wird, werden die Härtebildner aus dem Wasser abgeschieden.
Linsen müssen nicht eingeweicht werden. Rote Linsen quellen beim Einweichen schnell auf.
Durch die ins Kochwasser abgegebenen Proteine bildet sich Schaum, so dass Hülsenfrüchte zum Überkochen neigen. Dies lässt sich durch Zugabe von etwas Öl teilweise vermeiden.
Antinährstoffe wie Lektine oder Phasin werden durch Erhitzen inaktiviert. Hülsenfrüchte sollten darum nur gekocht verzehrt werden. Auch Keimlinge bestimmter Hülsenfrüchte wie etwa der Sojabohne sollten vor dem Verzehr gekocht oder blanchiert werden.
Allergene sind vor allem in Erdnuss, Soja und Lupinen enthalten.

## Sonstiges
Das Jahr 2016 wurde von der Welternährungs-Organisation der Vereinten Nationen (FAO) unter dem Motto Saatgut zum Essen für eine nachhaltige Zukunft (nutritious seeds for a sustainable future) als „Internationales Jahr der Hülsenfrüchte“ (International Year of Pulses) deklariert.